# Электросталь (городской округ)
Городско́й о́круг Электроста́ль —  муниципальное образование на востоке Московской области России.
В рамках административно-территориального устройства ему соответствует город областного подчинения Электросталь с административной территорией.
Географически городской округ расположен в западной части Мещёры.
Административный центр — город Электросталь.

## История
В рамках административно-территориального устройства области Электросталь имеет статус города областного подчинения, которым он стал в 1938 году.
В рамках организации местного самоуправления, в 2004 году в границах города было создано муниципальное образование городской округ Электросталь.
Законом от 8 июня 2017 года в состав городского округа к 1 января 2018 года включены также все 10 сельских населённых пунктов упразднённого сельского поселения Стёпановское Ногинского муниципального района, в связи с чем к 1 января 2018 года соответствующая административно-территориальная единица получила расширенный статус — город областного подчинения с административной территорией.

## Население
| 2008     | 2009     | 2010     | 2011     | 2012     | 2013     | 2014     | 2015     | 2016     |
| -------- | -------- | -------- | -------- | -------- | -------- | -------- | -------- | -------- |
| 146 327  | →146 327 | ↗155 196 | ↗155 705 | →155 705 | ↗156 558 | ↗157 409 | ↗158 222 | ↗158 479 |
| 2017     | 2018     | 2019     | 2020     | 2021     | 2023     | 2024     |          |          |
| ↗158 508 | ↗166 234 | ↘165 364 | ↘163 901 | ↘155 598 | ↘152 190 | ↘150 729 |          |          |

### Национальный состав
По итогам переписи населения 2020 года проживали следующие национальности (национальности менее 0,1 % и другое, см. в сноске к строке «Другие»):
| Национальность | Численность, чел. | Доля     |
| -------------- | ----------------- | -------- |
| Русские        | 135 722           | 87,23 %  |
| Татары         | 732               | 0,47 %   |
| Украинцы       | 721               | 0,46 %   |
| Узбеки         | 445               | 0,29 %   |
| Армяне         | 417               | 0,27 %   |
| Таджики        | 309               | 0,20 %   |
| Белорусы       | 171               | 0,11 %   |
| Другие         | 17 081            | 10,97 %  |
| Итого          | 155 598           | 100,00 % |

## Населённые пункты
В городской округ (город областного подчинения с административной территорией) входят 11 населённых пунктов, в том числе город и 10 сельских населённых пунктов:
| №  | Населённый пункт | Тип     | Население (чел.) |
| -- | ---------------- | ------- | ---------------- |
| 1  | Электросталь     | город   | ↘141 778         |
| 2  | Бабеево          | деревня | ↗114             |
| 3  | Всеволодово      | посёлок | ↗3456            |
| 4  | Елизаветино      | посёлок | ↘930             |
| 5  | Есино            | деревня | ↗302             |
| 6  | Иванисово        | село    | ↗865             |
| 7  | Новые Дома       | посёлок | ↘1630            |
| 8  | Пушкино          | деревня | ↗70              |
| 9  | Случайный        | посёлок | ↘1               |
| 10 | Стёпаново        | деревня | ↗138             |
| 11 | Фрязево          | посёлок | ↗672             |